# گل عسل‌دار
گل عسل‌دار، گل عسل‌ساز یا گل شیرین Melliferous flower گیاهی است که موادی تولید می‌کند که توسط حشرات جمع‌آوری شده و به عسل تبدیل می‌شود. بسیاری از گیاهان شیرین هستند، اما تنها نمونه‌های خاصی را می‌توان توسط زنبورهای عسل برداشت کرد، زیرا ظاهر آنها (اندازه و شکل بدن، طول پروبوسیس و غیره) است. زنبورداران گیاهی را به عنوان عسل‌ساز طبقه‌بندی می‌کند که بتوان آن را توسط زنبورهای اهلی برداشت کرد.
جدول زیر تعدادی از گیاهان عسل‌ساز شناخته‌شده را فهرست می‌کند و دوره گلدهی و همچنین منابع برداشت‌شده توسط زنبورها (شهد، گرده، بره‌موم و عسلک) را نشان می‌دهد. هر گیاه مقدار یا کیفیت یکسانی از این منابع را تولید نمی‌کند و حتی در بین گونه‌ها تولید می‌تواند به دلیل منطقه، سلامت گیاه، آب و هوا و غیره متفاوت باشد.

## جدول گیاهی

### گیاهان دشتی
| تصویر | نام رایج      | نام لاتین              | ماه‌های گلدهی | شهد  | گرده | بره موم | عسلک |
| ----- | ------------- | ---------------------- | ------------ | ---- | ---- | ------- | ---- |
|       | ملخ سیاه      | Robinia pseudacacia    | ۰۵–۰۶        | ایکس | ایکس | .       | .    |
|       | خشخاش ذرت     | Papaver rhoeas         | ۰۴–۰۵        | .    | ایکس | .       | .    |
|       | چوب سگ معمولی | Cornus sanguinea       | ۰۵–۰۶        | ایکس | ایکس | .       | .    |
|       | ریبز          | Ribes rubrum           | ۰۴–۰۵        | ایکس | ایکس | .       | .    |
|       | هالی اروپایی  | Ilex aquifolium        | ۰۵–۰۶        | ایکس | ایکس | .       | .    |
|       | پیچک اروپایی  | مارپیچ هدرا            | ۰۹–۱۰        | ایکس | ایکس | ایکس    | .    |
|       | خردل سفید     | Sinapis alba           | ۰۵–۰۹        | ایکس | ایکس | .       | .    |
|       | هازل          | Corylus avellana       | ۰۱–۰۳        | .    | ایکس | .       | ایکس |
|       | قاصدک         | Taraxacum officinale   | ۰۵–۰۶        | ایکس | ایکس | .       | .    |
|       | بید بز        | Salix caprea           | ۰۲–۰۴        | ایکس | ایکس | .       | .    |
|       | شبدر سفید     | Trifolium repens می‌شود | ۰۵–۰۷        | ایکس | ایکس | .       | .    |
|       | کلتفوت        | Tussilago farfara      | ۰۲–۰۴        | .    | ایکس | .       | .    |

### گیاهان مدیترانه‌ای
| تصویر | نام رایج       | نام لاتین              | ماه‌های گلدهی | شهد  | گرده | بره موم | عسلک |
| ----- | -------------- | ---------------------- | ------------ | ---- | ---- | ------- | ---- |
|       | بادام          | بادام شیرین            | ۰۲–۰۴        | ایکس | ایکس | .       | .    |
|       | درخت توت فرنگی | Arbutus undo           | ۱۰–۰۱        | ایکس | .    | .       | .    |
|       | بوکسوس         | Buxus sempervirens     | ۰۴–۰۵        | ایکس | ایکس | .       | .    |
|       | تینوس ویبورنوم | Viburnum tinus         | ۰۲–۰۶        | ایکس | ایکس | .       | .    |
|       | رزماری         | Rosmarinus officinalis | ۱۱–۰۴        | ایکس | ایکس | .       | .    |
|       | آویشن          | Thymus vulgaris        | ۰۴–۰۹        | ایکس | .    | .       | .    |

### گیاهان کوهستانی
| Image | Common name      | Latin name               | Flowering months | Nectar | Pollen | Propolis | Honeydew |
| ----- | ---------------- | ------------------------ | ---------------- | ------ | ------ | -------- | -------- |
|       | سنبل ختایی       | Angelica sylvestris      | 07–08            | X      | X      | .        | .        |
|       | تنباکوی کوهی     | Arnica montana           | 07–08            | X      | X      | .        | .        |
|       | خلنگ (سرده)      | Erica cinerea            | 07–09            | X      | X      | .        | .        |
|       | هدر معمولی       | Calluna vulgaris         | 08–10            | X      | X      | .        | .        |
|       | شاه‌بلوط شیرین    | Castanea sativa          | 06–07            | X      | X      | .        | X        |
|       | خار مریم         | Silybum marianum         | 07–08            | X      | X      | .        | .        |
|       | بید علفی آذرین   | Epilobium angustifolium  | 07–09            | X      | X      | .        | .        |
|       | افرای شبه‌چناری   | Acer pseudoplatanus      | 03–04            | X      | X      | X        | X        |
|       | کرکف             | Acer platanoides         | 05–06            | X      | X      | .        | X        |
|       | تمشک (میوه)      | Rubus idaeus             | 06–07            | X      | X      | .        | .        |
|       | گل‌سپاس زرد بزرگ  | Gentiana lutea           | 07–08            | X      | X      | .        | .        |
|       | خربق             | Helleborus niger         | 01–04            | X      | X      | .        | .        |
|       | دیوخار (سرده)    | Lycium barbarum          | 07–08            | X      | X      | .        | .        |
|       | سیاه گیله (گونه) | Vaccinium myrtillus      | 05–06            | X      | X      | .        | .        |
|       | گل برفی (سرده)   | Galanthus nivalis        | 01–03            | X      | X      | .        | .        |
|       | خرزه هندی        | Rhododendron ferrugineum | 06–08            | X      | X      | .        | .        |
|       | نراد نقره‌ای      | Abies alba               | 05               | .      | X      | .        | X        |
|       | مرزه             | Satureja montana         | 07–08            | X      | .      | .        | .        |
|       | آویشن واقعی      | Thymus serpyllum         | 06–09            | X      | .      | .        | .        |
|       | Rowan            | Sorbus aucuparia         | 05–06            | X      | X      | X        | .        |

### گیاهان پرورشی
| تصویر | نام رایج   | نام لاتین            | ماه‌های گلدهی | شهد  | گرده | بره‌موم | عسلک |
| ----- | ---------- | -------------------- | ------------ | ---- | ---- | ------ | ---- |
|       | آفتابگردان | Helianthus annuus    | ۰۷–۰۸        | ایکس | ایکس | .      | .    |
|       | اسطوخودوس  | Lavandula intermedia | ۰۶–۰۷        | ایکس | ایکس | .      | .    |